# Sabine Kahle

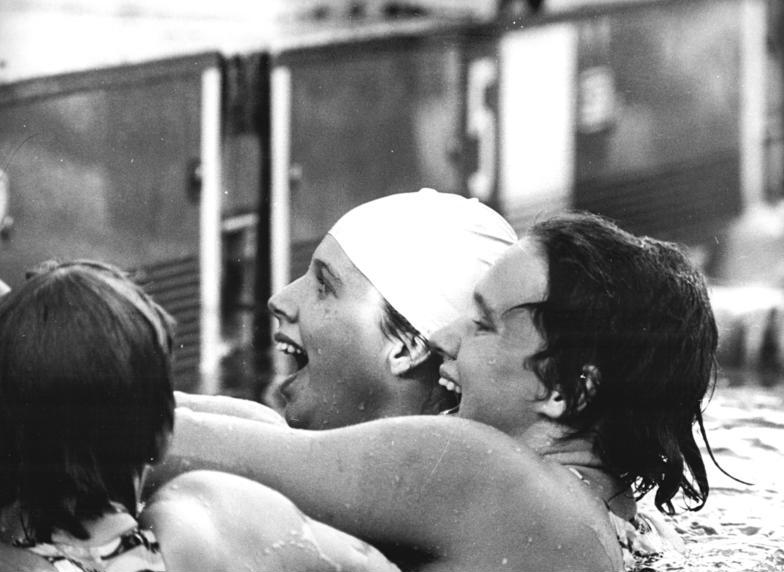
Ulrike Tauber (rechts) umarmt Sabine Kahle bei den DDR-Meisterschaften 1977.

Sabine Kahle (* 25. Juni 1959 in Meiningen) ist eine ehemalige deutsche Schwimmerin, die für die Deutsche Demokratische Republik antrat. Sie gewann bei Europameisterschaften zwei Silbermedaillen.

## Karriere
Sabine Kahle schwamm für den SC Turbine Erfurt.
1975 bei den Weltmeisterschaften in Cali war Kahle als Vierte über 400 Meter Freistil beste Europäerin, sie schlug allerdings über zwei Sekunden hinter der Drittplatzierten an. Über 800 Meter Freistil erreichte Kahle das Ziel als Sechste, zwei Plätze hinter ihrer Landsfrau Cornelia Dörr.
1976 bei den Olympischen Spielen in Montreal trat Sabine Kahle zunächst über 400 Meter Freistil an. Sie erreichte das Finale und belegte den achten Platz. Über 400 Meter Lagen belegte Kahle den fünften Platz, sie war damit hinter der Olympiasiegerin Ulrike Tauber und der Viertplatzierten Petra Thümer nur die drittbeste Schwimmerin aus der DDR.
Bei den DDR-Meisterschaften 1977 in Leipzig siegte Ulrike Tauber auf beiden Lagenstrecken vor Sabine Kahle, wobei Tauber über 200 Meter Lagen einen neuen Weltrekord aufstellte. Sechs Wochen nach den DDR-Meisterschaften bei den  Europameisterschaften 1977 in Jönköping siegte Tauber über 400 Meter Lagen mit fünfeinhalb Sekunden Vorsprung vor Sabine Kahle, die ihrerseits vier Sekunden vor der drittplatzierten Britin Sharron Davies anschlug. Über 200 Meter Lagen verbesserte Tauber ihren Weltrekord und lag im Ziel fast zwei Sekunden vor Kahle, die drittplatzierte Olga Klewakina aus der Sowjetunion hatte anderthalb Sekunden Rückstand auf Kahle.